# Жуан Куельо Нето
Жуан Куельо Нето (Февруари 8, 1905 – Октомври 1, 1979) е бразилски футболист, който играе като нападател. Роден е в Рио де Жанейро.
Син е на бразилския писател Коелю Нето. Той играе за Флуминенсе от 1925 до 1938 и вкарва 184 гола. Играе за Бразилия в СП 1930. Той вкарва първия гол за Бразилия на световни първенства.
Умира на 74 годишна възраст. В негова памет Флуминенсе издигат статуя.